# 青山りか (1978年生)
青山 りか（あおやま りか、1978年6月27日 -  ）は、日本のモデル。2000年代前半には、レースクイーンやイベントコンパニオンとして活動していた。
現在は、モデルとして活動中。
元メディアプロジェクト21所属。（2001年当時）

## 経歴
- 1999年
  - 第33回東京モーターショー「SUZUKI」　イベントコンパニオン
- 2000年
  - 「コロナビール」　キャンペーンガール
  - BOMEXガール (全日本GT選手権)
- 2001年
  - MARIO レーシングギャル (全日本GT選手権)

## 資格等
- 普通自動車免許
- 上級秘書士
- 実用英語技能検定 2級

## 写真集
- エイブルA・B・L・E  吉岡美穂&Marioレーシングギャル写真集 (音楽専科社、2001年) ISBN 4-87279-066-9

　※2001年MARIO レーシングギャル6名のオムニバス作品。

## ビデオ・DVD
- ベスト オブ レースクイーン集団 Marioレーシングギャル ( ソフト・オン・デマンド、2001年)

　※2001年MARIO レーシングギャル6名のオムニバス作品。

## CM
- 山之内製薬「ヘルシーバランス」

## TVドラマ
- 賭事女王〜GAMBLE QUEEN〜 (フジテレビ、1999年-2000年)

## 雑誌
- GALS PARADISE 第33回東京モーターショー・コンパニオン篇 （三栄書房、1999年12月）
- キャンギャルコレクション2000 パート2 （ネコ・パブリッシング、2000年8月）
- GALS PARADISE 第19回オートサロン・コンパニオン篇 （三栄書房、2001年3月）
- キャンギャルコレクション2001 パート4 （ネコ・パブリッシング、2001年5月）
- GALS PARADISE レースクイーン・デビュー篇 （三栄書房、2001年6月）
- MeruFure!ボンバー! 2001年6月号 （KKベストセラーズ、2001年6月）
- アクションカメラ No.235 （ワニマガジン社、2001年7月）
- Cool Garls Vol.1 （三和出版、2001年7月）
- Pit Queen  （バウハウス、2001年7月）
- ザ・ベストオブ・レースクイーン2001 （ワニマガジン社、2001年7月）
- iCupid Vol.24 - 付録CD-R （ディジット、2001年8月）
- 月刊デラべっぴん No.189 （英知出版、2001年8月）
- MeruFure!ボンバー! 2001年8月号 （KKベストセラーズ、2001年8月）
- 海賊ナンバーワン Vol.9 （竹書房、2001年9月）
- 月刊アサヒ芸能エンタメ 2001年9月号 （徳間書店、2001年9月）
- Cool Garls Vol.2 （三和出版、2001年11月）
- アクションカメラ特別編集 Chuッ スペシャル （ワニマガジン社、2001年12月）
- RQ magazine #001 （若生出版、2002年1月）
- Cool Garls EX （三和出版、2002年1月）
- 問題実話 2002年2月号 （桃園書房、2002年2月）